# Checkmated (film 1913)
Checkmated è un cortometraggio muto del 1913 diretto da Laurence Trimble.

## Produzione
Il film fu prodotto dalla Vitagraph Company of America.

## Distribuzione
Distribuito dalla General Film Company, il film - un cortometraggio in una bobina - uscì nelle sale cinematografiche statunitensi il 1º aprile 1913. Nel Regno Unito, fu distribuito il 9 ottobre 1913.